# Idaea afroda
Idaea afroda är en fjärilsart som beskrevs av William Schaus 1901. Idaea afroda ingår i släktet Idaea och familjen mätare. Inga underarter finns listade i Catalogue of Life.